# Parsonsia longiflora
Parsonsia longiflora är en oleanderväxtart som beskrevs av André Guillaumin. Parsonsia longiflora ingår i släktet Parsonsia och familjen oleanderväxter. Inga underarter finns listade i Catalogue of Life.